# Гоашеле
Гоашеле (рум. Goașele) — село у повіті Алба в Румунії. Адміністративно підпорядковане місту Куджир.
Село розташоване на відстані 254 км на північний захід від Бухареста, 34 км на південь від Алба-Юлії, 111 км на південь від Клуж-Напоки.

## Населення
За даними перепису населення 2002 року у селі проживали 47 осіб, усі — румуни. Усі жителі села рідною мовою назвали румунську.